# OmniROM
OmniROM est un système d'exploitation libre pour les smartphones et les tablettes tactiles, basé sur la plate-forme mobile Android. Elle implique un certain nombre de développeurs d'autres projets.

## Le projet
Le projet est une réaction à la commercialisation de la ROM du projet CyanogenMod, lancé par des anciens intégrateurs de CyaonogenMod. Le projet fournit des Roms basées sur Android 4.4 (KitKat). Parmi les appareils pris en charge, on trouve les : Galaxy Note, Galaxy Note II, Galaxy S3, Galaxy S4, Nexus 4, Nexus 5, Nexus 7, LG Optimus G, Galaxy S2, HTC One (2013), Oppo Find 5, Sony Xperia T, HTC Explorer, Lenovo A6000.
Les principaux développeurs impliqués sont : Guillaume Lesniak, Max Weninger, Humberto Bomba, Hernán Castañón, Jake Whatley, Dees Troy.
Depuis le mois de juin 2015, des versions dites "nightly" basées sur Android 5.1.1 (Lollipop) sont disponibles pour les appareils suivants : Asus transformer Pad, Asus transformer Pad Infinity, Nexus 4, Nexus 5, Nexus 6, Nexus 7, Nexus 10, Oppo Find 7/7a, OnePlus One, Sony Xperia Z et Xperia ZL,.
En décembre 2016, l'équipe travaillait à une nouvelle ROM basée sur Android Nougat.
Les équipes d'OmniROM et de LineageOS ont été plus rapides pour livrer un correctif de sécurité à la faille majeure d'Android du WPA2 appelée KRACK en octobre 2017.
Il comporte par défaut des tags Google Analytics.
Des versions d'OmniRom dites "weekly", basées sur Android 8.1.0, sont disponibles depuis le 31 décembre 2017 pour un nombre restreint  d'appareils.